# Thorp (thị trấn), Wisconsin
Thorp là một thị trấn thuộc quận Clark, tiểu bang Wisconsin, Hoa Kỳ. Năm 2010, dân số của thị trấn này là 788 người.